# COBUILD
COBUILD, pełna nazwa The Collins Birmingham University International Language Database – korpus językowy języka angielskiego, należący do University of Birmingham, utworzony w roku 1980 z inicjatywy profesora Johna Sinclaira, powstały w celu analizowania mowy ludzkiej. Jest jedną z największych językowych baz danych na świecie. Baza danych w roku 2014 liczyła około 4,5 miliarda słów, w 2024 wydawnictwo Collins podaje liczbę 20 miliardów słów.
Korpus jest wykorzystywany do tworzenia m.in. słowników (języka ogólnego i specjalistycznego) oraz podręczników w wydawnictwie HarperCollins. Pierwszym słownikiem dydaktycznym dla uczniów języka angielskiego, opracowanym na podstawie początkowego stanu korpusu złożonego z około 20 milionów wyrazów, został Collins COBUILD English Language Dictionary wydany w 1987 i później wznawiany. Pierwsze wydanie słownika zawiera ponad 70 tysięcy haseł wraz z 90 tysiącami przykładów zastosowania tych wyrazów w zdaniach, jakie pojawiły się wcześniej w mowie naturalnej. Drugim słownikiem dydaktycznym, opracowanym w oparciu o korpus Bank of English, został opublikowany w 1988, zawierający około 45 tysięcy haseł i 50 tysięcy przykładów ich użycia, ilustrowany Collins COBUILD Essential English Dictionary.